# Verbena grisea
Verbena grisea là một loài thực vật có hoa trong họ Cỏ roi ngựa. Loài này được B.L.Rob. & Greenm. miêu tả khoa học đầu tiên năm 1895.